# 1864 en musique
| \| • Retour à la chronologie générale de la musique populaire • \| |
| XXIe siècle • XXe siècle • XIXe siècle • XVIIIe siècle XVIIe siècle • XVIe siècle • XVe siècle • XIVe siècle XIIIe siècle • XIIe siècle • XIe siècle • Xe siècle IXe siècle • VIIIe siècle • Haut Moyen Âge • Rome • Grèce |
| • Retour à la chronologie générale de la musique populaire • |

| • Retour à la chronologie générale de la musique populaire • |

| Années de la musique populaire : 1861 - 1862 - 1863 - 1864 - 1865 - 1866 - 1867    |
| Décennies de la musique populaire : 1830 - 1840 - 1850 - 1860 - 1870 - 1880 - 1890 |

## Événements et œuvres

### Belgique
- Félix Bovie, Chansons (texte et musique), Bruxelles, impr. de J. Gouweloos, 150 p.

### France
- Début de la publication de L'Almanach de la jeune chanson française par les éditions Veuillot ; il paraîtra jusqu'en 1885, illustré notamment par Cham et Bertall[1].
- Nadalet de Réquista, chant écrit par Paul Bonnefous (1780-1849), qui se chante pour les messes de Noël à Réquista, dans l'Aveyron (France).
- Publication de L'Orphéon populaire : almanach chantant, avec musique, Paris, Renault et Cie éditeurs, 115 p.[2].
- Publication par Auguste Poulet-Malassis du Parnasse satyrique du XIXe siècle où figure la chanson paillarde De profundis morpionibus.
- Louis Jouve, Noëls patois anciens et nouveaux chantés dans la Meurthe et dans les Vosges, Paris, F. Didot frères.

### États-Unis
- mars : Beautiful Dreamer, chanson écrite par le compositeur américain Stephen Foster, publiée par Wm. A. Pond & Co. de New York, peu après la mort de l'auteur.
- Hanson Place, hymne chrétien écrit par le professeur américain Robert Lowry, plus connu sous le titre Shall We Gather at the River? qui correspond à son premier vers.
- For Bales, une chanson populaire américaine anonyme, composée pendant la Guerre de Sécession, sur le même thème musical que When Johnny Comes Marching Home.

### Luxembourg
- Ons Heemecht (Notre patrie), hymne composé par Jean-Antoine Zinnen sur des paroles en langue luxembourgeoise de Michel Lentz ; il devient en 1895 l'hymne national du grand-duché de Luxembourg.

### Suisse
- Soleure accueille la Fête fédérale des musiques, festival de fanfares, harmonies et brass bands.

## Naissances
- 3 janvier : Dominique Bonnaud, chansonnier, poète et goguettier français à Montmartre, un des fondateurs du cabaret La Lune Rousse, mort en 1943.
- 17 mai : Blind Boone, pianiste et compositeur américain aveugle, un des pionniers du ragtime, mort en 1927.
- 4 octobre : Yon-Lug, pseudonyme de Constant Jacquet, compositeur et chansonnier français, mort en 1921.

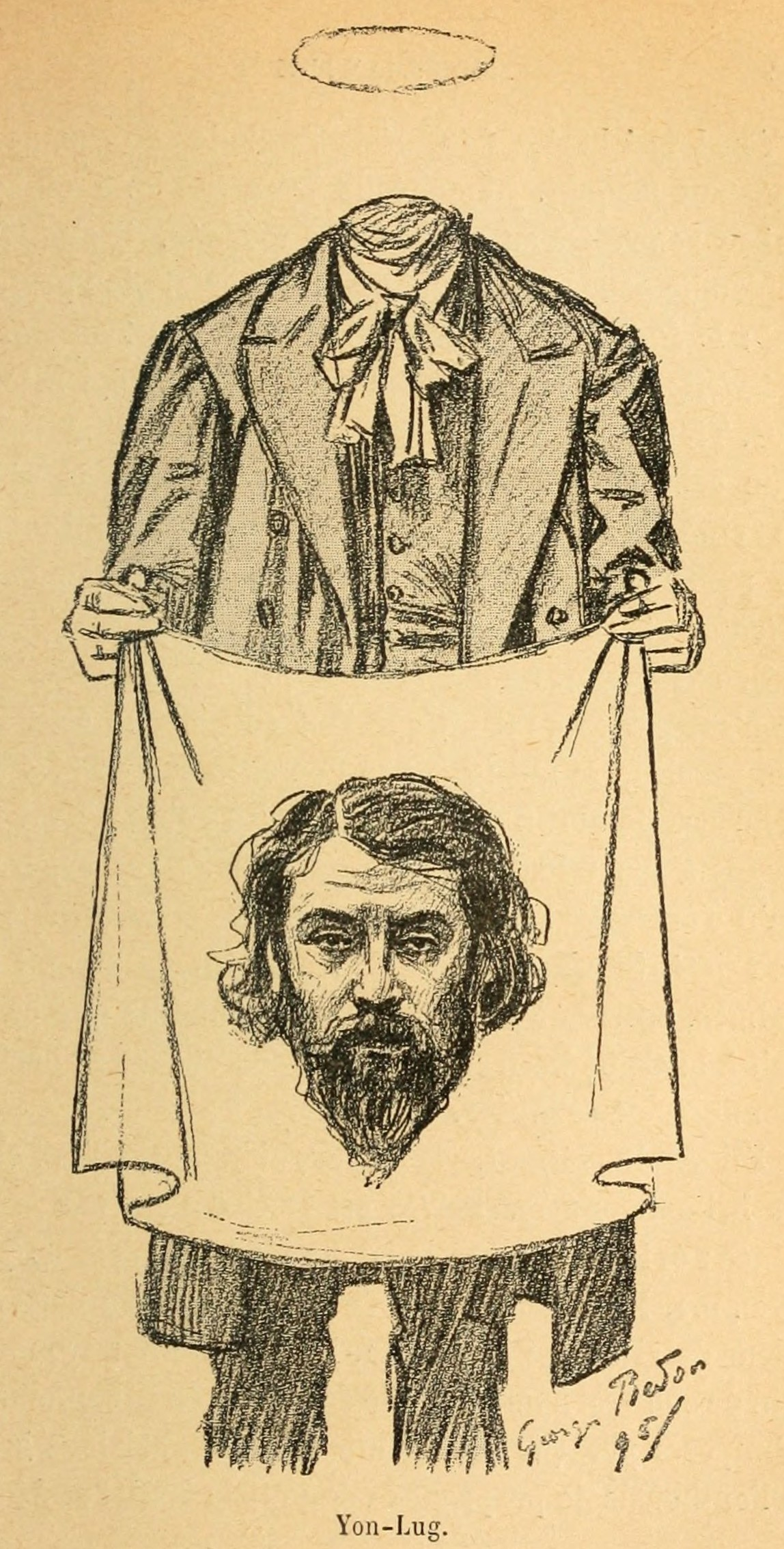
Yon-Lug, par Georges Bedon, 1895

## Décès

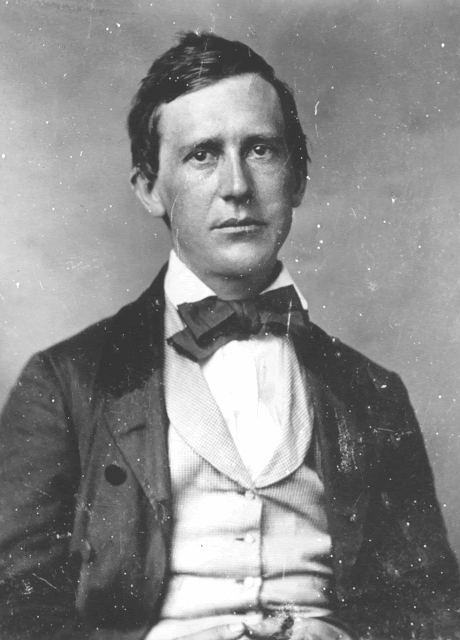
Stephen Foster photographié vers 1860

- 13 janvier : Stephen Foster, auteur de chansons américain, né en 1826.
- 1er octobre : Christian Friedrich Ludwig Buschmann, fabricant d'instruments de musique allemand, souvent crédité (à tort) de l’invention de l’harmonica, né le 17 juin 1865.